# Несшьо (община)
Община Несшьо (на шведски: Nässjö kommun) е разположена в лен Йоншьопинг, южна Швеция с обща площ 994 km2 и население 29 516 души (към 31 декември 2013). Административен център на община Несшьо е едноименния град Несшьо.